# Standford Hill Prison
Standford Hill Prison es una prisión de hombres situada en la localidad de Eastchurch, en el condado de Kent, Inglaterra (Reino Unido).
Está situada al sureste de la región Sudeste de Inglaterra, cerca de las ciudades de Dover y Maidstone —la capital del condado— y de la costa del canal de la Mancha, y al sureste de Londres.